# Andreas Razoemovski

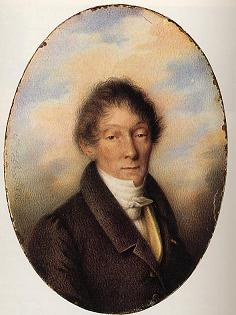
Portret van Razoemovski

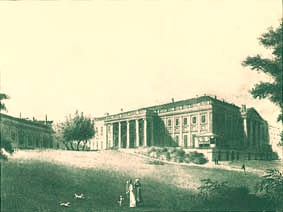
het Palais Rasumofsky in Wenen (ets van Eduard Gurk)

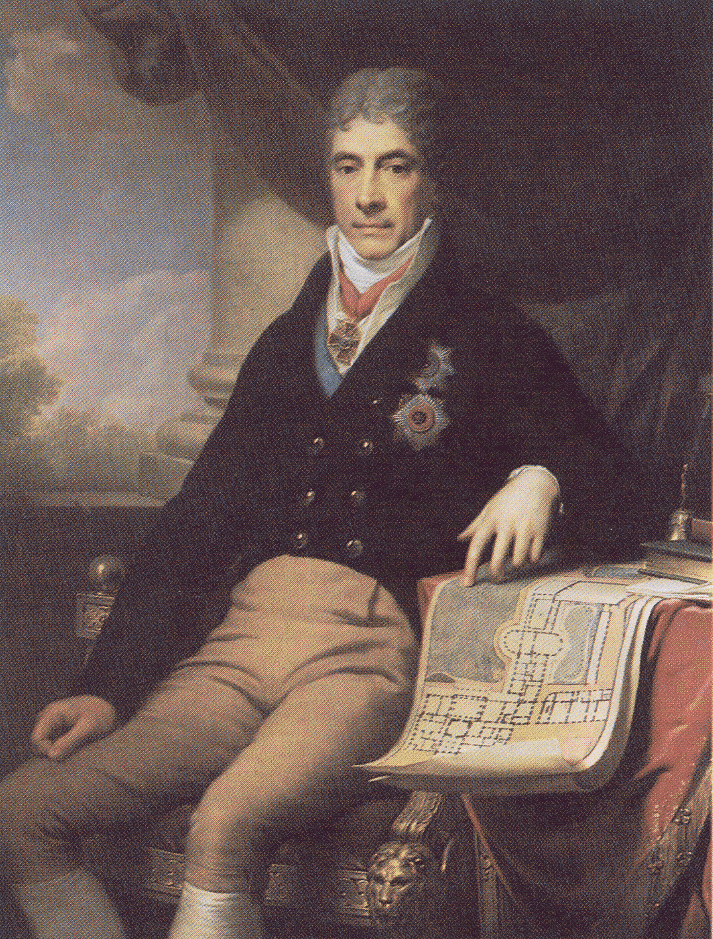
Graaf Razoemovski door J.B.Lampi. Kunsthistorisches Museum, Wenen.

Andrej (Andreas) Kirillovitsj Razoemovski (Russisch: Андрей Кириллович Разумовский) (Sint-Petersburg, 2 november 1752 - Wenen, 3 september 1836) was een Russische graaf (later prins) en diplomaat.

## Biografie
Razoemovski was de zoon van Kirill Razoemovski, de laatste hetman van Oekraïne, en neef van Aleksej Razoemovski, bijgenaamd de "nachtkeizer". Hij was verzot op nachtvlinders. Het voormalige laat-barokke paleis van de Razoemovski's op de Nevski Prospekt is een karakteristiek punt van Sint-Petersburg. In 1792 werd Andreas Kirillovitsj benoemd tot de diplomatieke vertegenwoordiger van de tsaar bij het hof van Habsburg in Wenen, een cruciale diplomatieke post in de napoleontische tijd. Hij was een leidende onderhandelaar gedurende het Congres van Wenen dat Europa in 1814 opnieuw inrichtte, en de Russische rechten in Polen vastlegde. Razoemovski was een onderhandelaar voor Rusland bij de totstandkoming van het Verdrag van Parijs (1815).
In 1808 stichtte hij een aan zijn huis verbonden strijkkwartet bestaande uit Ignaz Schuppanzigh, Josef Mayseder, Franz Weiss en Anton Kraft. Razoemovski stond bekend als een vaardig bespeler van de torban, een Oekraïense teorbe. In het Kunsthistorisches Museum in Wenen is een door hem ooit bespeeld instrument aanwezig.
Doordat hij drie strijkkwartetten  bestelde bij Beethoven in 1806, is zijn naam bekend gebleven. In twee van de kwartetten, introduceerde Beethoven "Russische" thema’s  als compliment aan zijn beschermheer. Razoemovski was de zwager van een andere mecenas van Beethoven: prins  Lobkowitz.

## HetPalais Rasumofsky
Hij bouwde – op eigen kosten - een prachtige neoklassieke, voor de vertegenwoordiger van Alexander I waardige ambassade aan de Landstraße, vrij dicht bij de binnenstad en vulde dat met antiquiteiten en moderne kunstwerken. Op nieuwjaarsdag 1815 hield hij een schitterend bal. De waarschijnlijk enige persoon in Wenen, die uitgenodigd was en toch niet ging was Beethoven. Om de gasten onder te brengen had Razoemovski de danszaal tijdelijk uitgebreid en dat verwarmd met een schoorsteenpijp van het paleis. Vlak na middernacht nadat de gasten waren vertrokken, begon het moderne systeem van pijpen en buizen eerst rook en daarna ook vonken door het gebouw te pompen. Al vlug vatte de pijp vlam en zette de ruimte in lichterlaaie. Toeschouwers zagen een schouwspel van werkelijk heroïsche afmetingen. Het personeel en hulpbiedenden wierpen gebonden boekbanden, kandelaars, vazen, zilverwerk en schilderijen en zelfs klokken naar buiten, die meteen kapotvielen, door het slijk werden geruïneerd of door het gepeupel werden gestolen. Razoemovski's  onschatbare kunstverzameling en de exclusieve bibliotheek gingen verloren. Razoemovski, hoewel het volgend jaar tot prins bevorderd, werd nooit meer de oude. Hij leefde teruggetrokken tot zijn dood in 1836 in Wenen.